# Чёрный фантом
Чёрный фантом (лат. Hyphessobrycon megalopterus) — вид тропических пресноводных лучепёрых рыб из семейства харациновых отряда харацинообразных.

## Описание
Длина тела до 4,5 см. Окраска самцов тёмная с большим глазчатым чёрным пятном, окаймлённым узкой белой полосой, за жаберной крышкой. Плавники у самцов вытянутые. Самки мельче, полнее и бледнее самцов, брюшные и анальный плавники оранжеватые.

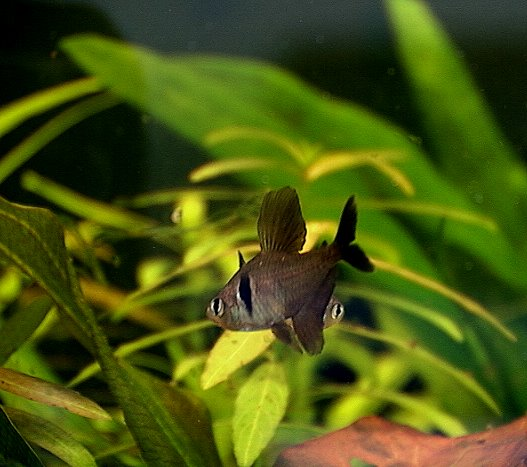
Самец

## Ареал и места обитания
Обитает в Южной Америке в верховьях реки Парагвай и в бассейне реки Гуапоре на территории Боливии и Бразилии. Бентопелагическая рыба. Обитает среди подводной растительности в медленнотекущих водах, на затопленных равнинах.

## Размножение
Половозрелыми становятся в возрасте 8 месяцев, плодовитость до 400 икринок.

## Содержание в аквариуме
Популярная аквариумная рыбка. В аквариумах чёрного фантома содержат при температуре воды +23…+27 °C, pH = 6,5 и жёсткости воды = 4 °dH.